# Bistum Vaison
Das Bistum Vaison (lateinisch Dioecesis Vasionensis) ist ein ehemaliges Bistum der römisch-katholischen Kirche in Frankreich. Der Bischofssitz war in der Stadt Vaison-la-Romaine. Es bestand seit dem 4. Jahrhundert und gehörte seit 1475 zur Kirchenprovinz Avignon. Mit dem Konkordat von 1801 wurde das Bistum Vaison aufgelöst und auf das Erzbistum Avignon bzw. das Bistum Valence aufgeteilt.

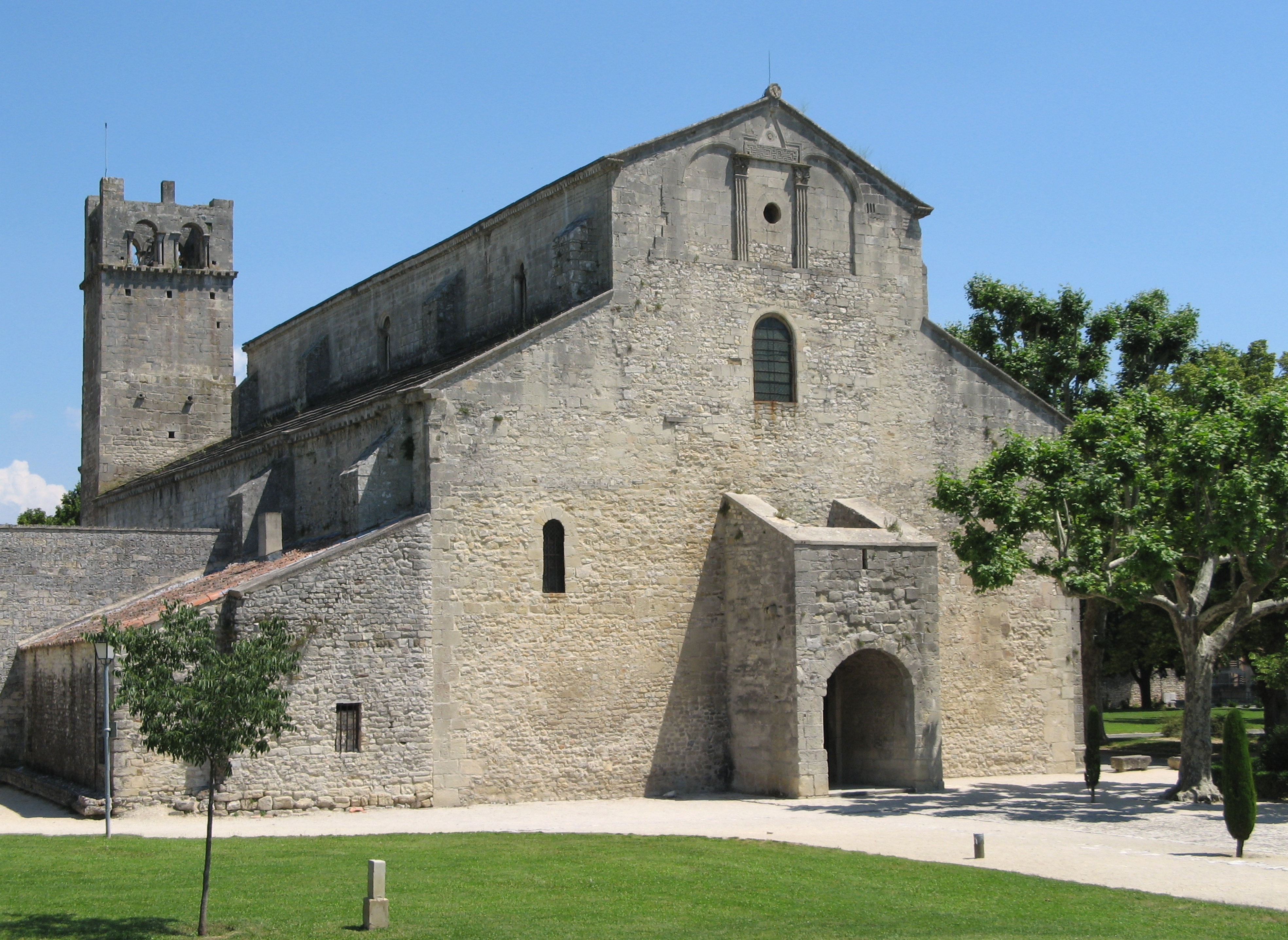
Die „Untere“ Kathedrale Unsere Liebe Frau von Nazareth in Vaison
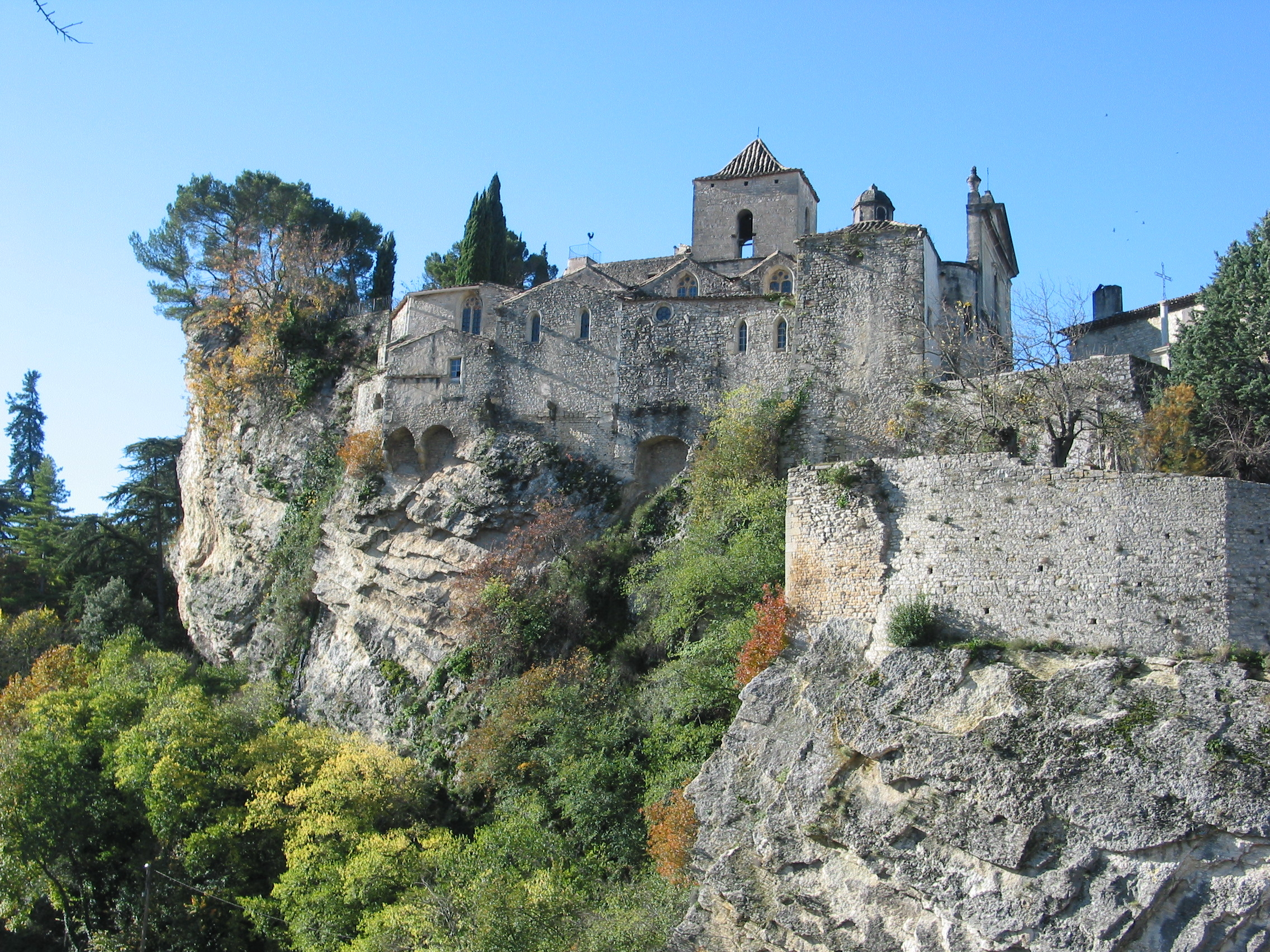
Die „Obere“ Kathedrale Mariä Himmelfahrt ebenda